# 1998년 대한민국의 영화
다음은 1998년에 대한민국의 영화에 관한 서술한다.

## 흥행 주요 기록
흥행 당시에 외화 1위는 〈타이타닉〉이 대한민국 개봉으로 관객수 전국 520만명 대기록을 세웠고, 방화 1위는 〈약속〉이 관객수 서울 70만명을 넘었다. 앞서 2위 〈여고괴담〉 (62만명), 3위 〈8월의 크리스마스〉 (42만명), 4위 〈퇴마록〉 (41만9천명), 5위 〈미술관 옆 동물원〉 (41만2천명), 6위 〈처녀들의 저녁식사〉 (29만명), 7위 〈찜〉 (16만명), 8위 〈남자의 향기〉 (14만8천명), 9위 〈생과부 위자료 청구 소송〉 (14만7천명), 10위 〈해가 서쪽에서 뜬다면〉 (14만5천명) 등은 흥행이 차지하였다. 따라서 IMF 구제 금융을 인하여, 한국영화 편수가 대폭 줄었다.

## 이벤트 및 수상
- 제34회 백상예술대상
- 제2회 부천국제판타스틱영화제
- 제3회 부산국제영화제
- 제20회 한국영화평론가협회상
- 제19회 청룡영화상
- 제21회 황금촬영상
- 송년호 발행 : 씨네21 영화상

## 같이 보기
- 1998년 영화
- 대한민국의 영화